# Collapse (мини-альбом)
Collapse EP — мини-альбом британского музыкального продюсера Ричарда Дэвида Джеймса, выпущенный под псевдонимом Aphex Twin 14 сентября 2018 года звукозаписывающей компанией Warp Records.

## Предыстория
Рекламная кампания началась в середине 2018 года, когда на вывесках лондонской станции метрополитена Elephant & Castle появился 3D-логотип Aphex Twin рядом с Мемориалом Майклу Фарадею, где по местным легендам продюсер жил в 1990-е годы. На следующий день журналист из коллектива Sourdoreille заметил логотип на воротах гаража в Турине, где Aphex Twin планировал выступить в качестве главы фестиваля Club To Club с 1 ноября (четверг) по 4 ноября (воскресенье); заголовком выступления было la luce al buio, что в переводе означает «свет над тьмой». Далее логотип, окутанный в плющ появился на фасаде одного из зданий Amoeba Music в Голливуде. Магазин синтезаторов Perfect Circuit Audio в Лос-Анджелесе указал на своей странице в Instagram последнее обнаружение. Рекламные щиты с Aphex Twin появились также в Нью-Йорке, Токио и других городах по всему миру. 5 августа Warp Records на своей странице в Twitter опубликовал трудночитаемый пресс-релиз предстоящего издания с логотипом, который люди видели на улицах ранее. Один из фанатов смог воссоединить слова в связный текст, но смысла при этом больше не стало. В нём были предложения вроде «Collapse EP yeah? is a fun water gathering. Apex spread the twin tails and succeeded in his early car» или «The collapse EP is a great way to help people!» и словами на корнском языке, которые похожи на названия треков из альбома Drukqs. 7 августа планировалось ночью транслировать 5-минутный новый клип к треку «T69 Collapse» из мини-альбома на телеканале Cartoon Networks в блоке Adult Swim, но всё отменили потому что он не прошёл тест Хардинга, который определяет безопасность видеоряда для людей с фоточувствительной эпилепсией. Креативный директор Adult Swim Джейсон Демарко в своей странице в Twitter написал, что премьера клипа состоится онлайн. Премьера состоялась в YouTube в тот же день. Ричард также опубликовал пост в Twitter с обложкой к Collapse и ссылкой на официальный сайт музыканта с информацией о дате релиза и форматах: 14 сентября на лимитированном и стандартном виниле, компакт-диске, кассете и в цифровом формате.
Клип к треку, логотипы к релизу и в метрополитенах мира создал видеодизайнер Ники Смит, более известный под псевдонимом Weirdcore и ныне проживающий в Лондоне. Он работал над музыкальными видеоклипами, рекламными кампаниями и визуальными эффектами для концертов для внушительного количества популярных музыкантов, работающих в самых различных жанрах. Его чаще всего упоминают за его десятилетнее сотрудничество с Ричардом Джеймсом. До этого он успел создать для него визуальные эффекты к фестивалям в Primavera Sound и Field Day, а в дальнейшем приступил к работе над клипом с тем же выдержанным стилем, опираясь на такие клипы, как Gantz Graf от Autechre и On от Aphex Twin. Чтобы создать более утонченные визуальные эффекты к клипу, ему пришлось использовать более продвинутые движки рендеринга, что вынудило его переключиться на рабочую станцию Windows. Weirdcore также сделал 3D-сканирование лица Aphex Twin и совместил его с ландшафтом Корнуолла, созданый с помощью плагинов After Effects с алгоритмами машинного обучения. Используя файлы MIDI и данные о том, как меняется BPM на протяжении всего трека, Weirdcore смог синхронизировать визуальные эффекты с музыкой.

## Отзывы критиков
| Совокупная оценка    | Совокупная оценка |
| Источник             | Оценка            |
| -------------------- | ----------------- |
| Metacritic           | 82/100            |
| Оценки критиков      |                   |
| Источник             | Оценка            |
| AllMusic             | [ 23 ]            |
| Consequence of Sound | A−                |
| Drowned in Sound     | 8/10              |
| Exclaim!             | 8/10              |
| The Line of Best Fit | 8/10              |
| NME                  | [ 28 ]            |
| Pitchfork            | 8.1/10            |
| PopMatters           | 8/10              |
| Resident Advisor     | [ 31 ]            |
| Slant Magazine       | [ 32 ]            |

## Список композиций
Все композиции написаны и спродюсированы Ричардом Джеймсом.
| №                   | Название                                  | Длительность |
| ------------------- | ----------------------------------------- | ------------ |
| 1.                  | «T69 Collapse»                            | 5:21         |
| 2.                  | «1st 44»                                  | 6:01         |
| 3.                  | «MT1 t29r2»                               | 6:00         |
| 4.                  | «Abundance10edit [2 R8's, FZ20m & A 909]» | 6:18         |
| 5.                  | «pthex»                                   | 4:57         |
| Общая длительность: | Общая длительность:                       | 28:52        |

Эксклюзивная композиция с сайта aphextwin.warp.net.
| №  | Название                    | Длительность |
| -- | --------------------------- | ------------ |
| 6. | «t69 collapse [durichroma]» | 6:39         |

## Участники записи
Aphex Twin
- Ричард Джеймс — продюсирование.

Технический персонал
- Бо Томас — мастеринг.

Дизайнерский персонал
- Ричард Джеймс, The Designers Republic, Weirdcore — дизайн, обложка.

## Награды и номинации
| Год  | Награды                   | Категория                      | Работа         | Результат |
| ---- | ------------------------- | ------------------------------ | -------------- | --------- |
| 2018 | Rober Awards Music Poll   | Best EP                        | Collapse       | Номинация |
| 2018 | Best Art Vinyl            | Best Art Vinyl                 | Collapse       | Номинация |
| 2018 | UK Video Music Awards     | Best Dance Video               | «T69 Collapse» | Номинация |
| 2018 | UK Video Music Awards     | Best Visual Effects in a Video | «T69 Collapse» | Номинация |
| 2018 | UK Video Music Awards     | Best Animation in a Video      | «T69 Collapse» | Номинация |
| 2019 | Classic Pop Reader Awards | Video of the Year              | «T69 Collapse» | Номинация |
| 2019 | A2IM Libera Awards        | Marketing Genius               | Collapse       | Победа    |
| 2019 | A2IM Libera Awards        | Video of the Year              | «T69 Collapse» | Номинация |

## Позиции в чартах
| Чарт (2018)                             | Высшая позиция |
| --------------------------------------- | -------------- |
| Япония (Oricon)                         | 28             |
| Шотландия (Scottish Albums Chart)       | 7              |
| Швейцария (Schweizer Hitparade)         | 88             |
| Великобритания (UK Albums Chart)        | 11             |
| Великобритания (UK Dance Albums Chart)  | 4              |
| США (Billboard 200)                     | 113            |
| США (Billboard Dance/Electronic Albums) | 2              |